# Modlitební pravidlo
Modlitební pravidlo určuje množství, čas a způsob modlitby, kterou má vykonat mnich. Obvykle by se mělo určit s duchovním otcem. Modlitební pravidlo by mělo být takové, aby ho osoba, která se ho modlí, dokázala vykonat. Existují různá modlitební pravidla, která zanechali různí světci. Modlitební pravidlo obvykle obsahuje poklony, Ježíšovu modlitbu, zpěv žalmů, čtení akafistů, kánonů, případně čtení evangelií a Skutků apoštolů apod. Důležitým je jeho pevné zachovávání. 
Jelikož je to určitý řád modliteb, tak k modlitebním pravidlům lze zařadit např. ranní a večerní modlitby.